# Unité urbaine de Redon
L'unité urbaine de Redon est une unité urbaine française centrée sur Redon, une des sous-préfectures d'Ille-et-Vilaine, dont le périmètre s'étend sur les départements d'Ille-et-Vilaine, de Loire-Atlantique et du Morbihan et les régions de Bretagne et des Pays de la Loire.

## Données générales
En 2010, selon l'INSEE, l'unité urbaine de Redon était composée de cinq communes, comme lors du recensement de 1999, dont une, la ville-centre de l'agglomération, est située dans l'arrondissement de Redon en Ille-et-Vilaine, trois sont issues de l'arrondissement de Vannes dans le département du Morbihan (Allaire, Rieux et Saint-Jean-la-Poterie) et la dernière, Saint-Nicolas-de-Redon, provient de l'arrondissement de Châteaubriant-Ancenis en Loire-Atlantique. Il s'agit à la fois d'une agglomération interdépartementale implantée aux limites de trois départements et interrégionale s'étendant sur les limites de deux régions, la Bretagne et les Pays de la Loire.
En 2020, l'unité urbaine de Redon est composée de six communes, celle de Sainte-Marie, dans l'arrondissement de Redon en Ille-et-Vilaine, ayant été ajoutée au périmètre.
En 2020, sa superficie se répartit pour 55,4 % dans le Morbihan, 28,7 % dans l'Ille-et-Vilaine et 15,9 % dans la Loire-Atlantique, mais sa population se répartit pour 50,24 % dans l'Ille-et-Vilaine, 35,54 % dans le Morbihan et 14,22 % dans la Loire-Atlantique.
En 2022, avec 19 762 habitants en région Bretagne, elle occupe le 20e rang dans cette région, après l'unité urbaine de Landerneau (19e rang régional).

## Composition 2020 de l'unité urbaine
Elle est composée des six communes suivantes :
| Nom                    | Code Insee | Département      | Statut       | Superficie (km2) | Population (dernière pop. légale) | Densité (hab./km2) | Modifier                                    |
| ---------------------- | ---------- | ---------------- | ------------ | ---------------- | --------------------------------- | ------------------ | ------------------------------------------- |
| Redon (ville-centre)   | 35236      | Ille-et-Vilaine  | ville-centre | 15,09            | 9 336 (2022)                      | 619                | modifier les données · modifier les données |
| Allaire                | 56001      | Morbihan         | banlieue     | 41,74            | 3 906 (2022)                      | 94                 | modifier les données · modifier les données |
| Rieux                  | 56194      | Morbihan         | banlieue     | 27,78            | 2 841 (2022)                      | 102                | modifier les données · modifier les données |
| Saint-Jean-la-Poterie  | 56223      | Morbihan         | banlieue     | 8,44             | 1 430 (2022)                      | 169                | modifier les données · modifier les données |
| Sainte-Marie           | 35294      | Ille-et-Vilaine  | banlieue     | 25,28            | 2 249 (2022)                      | 89                 | modifier les données · modifier les données |
| Saint-Nicolas-de-Redon | 44185      | Loire-Atlantique | banlieue     | 22,32            | 3 304 (2022)                      | 148                | modifier les données · modifier les données |

## Évolution démographique
| 1968   | 1975   | 1982   | 1990   | 1999   | 2009   | 2014   | 2020   |
| ------ | ------ | ------ | ------ | ------ | ------ | ------ | ------ |
| 18 425 | 19 564 | 20 136 | 20 970 | 21 364 | 22 791 | 22 472 | 23 066 |

#### Données générales
- Unité urbaine
- Aire d'attraction d'une ville
- Aire urbaine (France)
- Liste des unités urbaines de France

#### Données démographiques en rapport avec l'unité urbaine de Redon
- Aire d'attraction de Redon
- Aire urbaine de Redon
- Arrondissement de Redon, de Châteaubriant-Ancenis, de Vannes

#### Données démographiques en rapport avec l'Ille-et-Vilaine, la Loire-Atlantique et le Morbihan
- Démographie d'Ille-et-Vilaine, de la Loire-Atlantique, du Morbihan